# Siroe (Händel)
Siroe, re di Persia (deutsch Siroe, König von Persien, HWV 24) ist eine Oper (Dramma per musica) in drei Akten von Georg Friedrich Händel.
Sie ist neben Poro und Ezio die erste von drei Händel-Opern, die ein Libretto von Pietro Metastasio als Vorlage hat.

## Entstehung
Nach dem Riccardo Primo, welchen Händel im November 1727 herausgebracht hatte, war Siroe seine zweite Oper für die neunte Spielzeit der Royal Academy of Music. Zuvor hatte er damit begonnen, eine Oper, Genserico, möglicherweise nach einem Libretto von einem seiner Londoner Dichter, das dieser nach der Vorlage von Nicolò Beregan (Venedig 1669) und dem deutschen Pendant von Christian Heinrich Postel (Hamburg 1693) erstellt hatte, zu vertonen. Die von Charles Burney und vielen Biographen bis zu Friedrich Chrysander vertretene These, der Text von Händels Genserico ginge auf das Libretto zu Flavio Anicio Olibrio von Apostolo Zeno, das jener 1707 für das Teatro San Giovanni Grisostomo in Venedig geschrieben hatte, zurück, gilt inzwischen als widerlegt.
Aus unbekannten Gründen verwarf Händel jedoch die Arbeit am Genserico, als er die neunte Szene des ersten Aktes erreicht hatte, und verwendete die bereits entstandene Musik für Siroe und Tolomeo, welchen er als drittes neues Werk in dieser Saison komponieren sollte. Im ersten Akt des Siroe stützte sich Händel auf fünf der sechs Arien, die er für die verworfene Oper komponiert hatte. Zwei übernahm er unverändert nur mit anderem Text, drei nehmen die Ideen der Vorlage auf und modifizieren sie für den neuen Zusammenhang. Ouvertüre und Chor werden sich im Tolomeo wiederfinden: Händel verschwendete also nichts.
Händel legte sich also gewaltig ins Zeug, um das angeschlagene Opernunternehmen zu retten. Immerhin verfügte er in dieser Spielzeit noch immer über die besten Sänger seiner Zeit: Faustina Bordoni, Francesca Cuzzoni und den Kastraten Senesino.
Doch am 29. Januar war im Theater in Lincoln’s Inn Fields The Beggar’s Opera von John Gay und Johann Christoph Pepusch als wichtigster kreativer Seitenhieb auf die Zustände am königlichen Opernhaus auf die Bühne gekommen: eine bissige Satire gegen die feine Londoner Gesellschaft und ihre geliebte Oper mit all ihren artifiziellen Inhalten und Formen (wie etwa jene obligatorische Kerkerszene, die Haym auch in Siroe einfügte). In dem männlichen Protagonisten Maceath, einem in jeder Beziehung „potenten“ Mann, zwischen zwei keifenden Frauen, konnte das Publikum dabei unschwer Senesino und seine beiden Primadonnen erkennen. Die Bettler-Oper wurde oftmals dafür verantwortlich gemacht, der kriselnden ersten Opernakademie den Todesstoß versetzt zu haben. Mrs. Pendarves, eine Nachbarin und Bewunderin Händels, schreibt in einem Brief am 18. Januar 1728 an ihre Schwester:

“Yesterday I was at the rehearsal of the new opera composed by Handel: I like it extremely, but the taste of the town is so depraved, that nothing will be approved of but the burlesque. The Beggar’s Opera entirely triumphs over the Italian one. I have not yet seen it, but everybody that has seen it, says it is very comical and full of humour.”

„Gestern war ich in der [General]probe der neuen Oper von Händel: Ich mag sie sehr, aber der Geschmack der Stadt ist so verdorben, dass nichts mehr angenommen wird, als die Burleske. Die Bettler-Oper triumphiert völlig über die italienische. Ich habe sie nicht gesehen, aber jeder, der sie sah, sagt, dass sie sehr lustig und humorvoll sei.“

Am 29. Februar ist sie schon völlig verzweifelt:

“The Opera will not survive after this winter […] I am certain excepting some few, the English have no real taste for musick; for if they had, they could not neglect an entertainment so perfect in its kind for a parcel of ballad singers.  I am so peevish about it, that I have no patience.”

„Die Oper wird diesen Winter nicht überleben […] Ich bin sicher: einige wenige ausgenommen, haben die Engländer keinen guten Geschmack für die Musik. Hätten sie einen, würden sie die perfekte Unterhaltung [der italienischen Oper] nicht gegen ein Bündel von Balladensängern eintauschen. Ich bin verdrossen darüber und meine Geduld ist am Ende.“

## Libretto

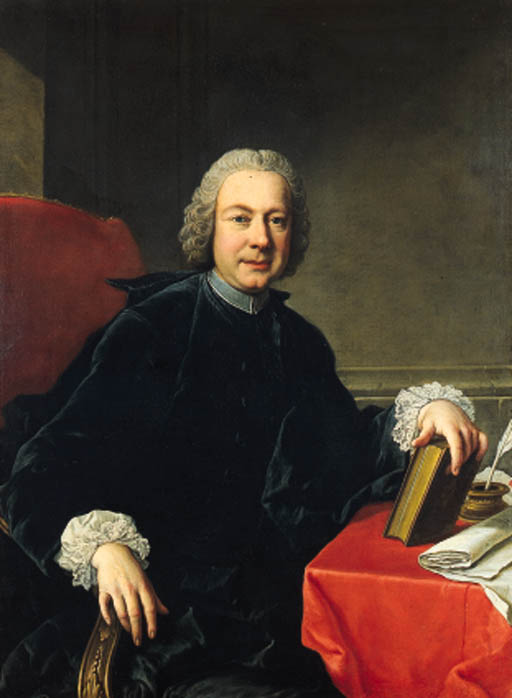
Pietro Metastasio, Pompeo Batoni, ca. 1770

Mit Siroe griff Händel erstmals auf ein Libretto von Pietro Antonio Domenico Trapassi (1698–1782), besser bekannt als Pietro Metastasio, zurück, das dieser zwei Jahre zuvor geschrieben hatte. Es war erst Metastasios zweites Libretto nach seinem spektakulären römischen Debüt ein paar Jahre zuvor. Die Sopranistin Marianna Benti Bulgarelli, genannt „La Romanina“, Busenfreundin Metastasios, hatte diesen überredet,  sein Jura-Studium aufzugeben und ein Vollzeit-Dichter und Librettist zu werden. Es sollte eine beispiellose Karriere als der überragende Librettist der Opera seria werden und seine 27 Operndichtungen – von rund 260 Komponisten etwa 850-mal vertont – wurden zum Inbegriff italienischer Oper und Dichtung des 18. Jahrhunderts.
„Il mio Siroe è alle stelle“ („Mein Siroe ist im Höhenflug“), hatte der damals 27-Jährige seinem Bruder Leopoldo aus der venezianischen Karnevalssaison 1726 berichten können. Vier Jahre nach seinem erfolgreichen Operndebüt mit Didone abbandonata in Neapel (Musik von Domenico Sarro) wurde sein zweites Libretto Siroe, rè di Persia bereits in der europäischen Opernmetropole uraufgeführt – diesmal mit Musik von Leonardo Vinci. Mit diesem fast gleichaltrigen wichtigen Mitbegründer der neapolitanischen Opernschule sollte Metastasio eine tiefe und äußerst kreative Freundschaft verbinden, die jedoch durch den frühen Tod Vincis im Jahr 1730 ein abruptes Ende fand. Bis dahin hatten beide noch fünf weitere große Opernuraufführungen gemeinsam bestritten: Catone in Utica, Semiramide riconosciuta, La contesa de’ numi, Alessandro nell’Indie und Artaserse.
Die durch und durch musikalische Anlage der Libretti Metastasios ist allgemein bekannt: Er schrieb die einzelnen Partien bereits im Hinblick auf bestimmte Sänger, vertonte sie probeweise selbst, um ihre Singbarkeit zu prüfen, und arbeitete während der Vorbereitungszeit einer Opernpremiere eng mit den jeweiligen Komponisten zusammen. Auch in Siroe findet sich alles, was einen „guten Metastasio“ ausmacht: Die Handlung – Macht, „Sex and Crime“ am persischen Königshof vor rund 1500 Jahren – ist spannend wie ein Krimi, die vielfältigen Intrigen sind überaus raffiniert angelegt, die Charaktere fein gezeichnet und in ihrem Verhalten und ihren Nöten lebendig und absolut glaubhaft.
Historische Charaktere und deren mögliche Bedeutung für das Theaterpublikum seiner Zeit interessierten Metastasio – und zwar nicht in ihrer Funktion als Herrschende (wie etwa in späteren Werken, die er für den Wiener Hof konzipierte), sondern als Menschen von persönlicher Größe in ihrem höchst menschlichen Umfeld. Und so hat Siroe in Metastasios Opernlibretto als beim Volk überaus beliebter, aber ziemlich selbstgerechter Kronprinz u. a. gegen die Machenschaften seines bösartigen Bruders, die Gängeleien seiner Geliebten und den Liebesentzug seines Vaters zu kämpfen. „Istruir dilettando il genere umano“: „die Menschen durch Unterhaltung bilden“, lautete das Lebensziel Metastasios, wie er es in einem Brief an seinen engen Freund Carlo Broschi (den Kastraten Farinelli), 1750 formulierte – eines der erklärten Ziele der europäischen Aufklärung.

“Il soggetto dev’essere semplice, tenero, eroico, Romano, Greco o Persiano ancora, non mai Gotico o Longobardo.”

„Die Handlung muss einfach, gefühlvoll und heldenhaft sein, römisch, griechisch oder auch persisch, keinesfalls jedoch gothisch oder langobardisch.“

So schrieb der Textdichter und diplomatische Vertreter Modenas in London Giuseppe Riva 1725 über den Londoner Publikumsgeschmack. War er es, der Händel jenes „persische“ Libretto des jungen Metastasio empfahl? Dieses hatte bereits im Jahr seiner Uraufführung eine weitere musikalische Umsetzung durch Nicola Porpora in Rom erlebt (in Anwesenheit der englischen Titularkönigin Clementina!) und war 1727 von Sarro in Neapel und – als Pasticcio – von Antonio Vivaldi in Reggio nell’Emilia vertont worden. Weitere 33 Vertonungen in ganz Europa sollten folgen und einzelne Ausschnitte – insbesondere die Arie der Laodice  Mi lagnerò tacendo (Nr. 11) aus dem zweiten Akt – noch weit über Metastasios Tod hinaus Komponisten von Mozart über Beethoven bis hin zu Rossini inspirieren.
Sowohl für Porpora als auch für Sarro hatte Metastasio selbst eine spezielle Textfassung von Siroe erstellt und jene von Sarro vertonte Version später als die definitive Fassung u. a. in die Gesamtausgabe seiner Werke aufgenommen. Sie diente wohl auch Nicola Francesco Haym als Grundlage für seine Adaptation des Textbuches auf die Londoner „Bedürfnisse“. Das hieß vor allem: strenge Konzentration der Handlung um den Titelhelden – interpretiert von dem Starkastraten Senesino – sowie Gewährleistung zweier gleichwertiger Partien für die beiden Primadonnen Francesca Cuzzoni und Faustina Bordoni. Im Verhältnis zu anderen Bearbeitungen Hayms fielen die Änderungen an Siroe quantitativ gering aus, hatten aber dennoch verheerende Folgen für die Textaussage. Vor allem die massiven Kürzungen der Dialoge (Rezitative) gingen erheblich auf Kosten von Metastasios feiner Charakterisierungskunst und ließen die Figuren nunmehr schablonenhaft, ihre Reaktionen unmotiviert und teilweise unverständlich erscheinen – ein Makel, den jedoch nun Händels musikalische Charakterisierungskunst auf anderer Ebene auszugleichen verstand.
Vielleicht hatte sich Metastasios Erfolg schon bis nach London herumgesprochen und die Situation an der Akademie sowie die Erwartungshaltung des Londoner Publikums an Qualität und Novität veranlassten die Akademieleitung, Händel dazu zu überreden, den Genserico liegen zu lassen und sich den Siroe vorzunehmen. Jedenfalls wurde Haym, neben Paolo Antonio Rolli einer der beiden Haus-Librettisten der Akademie, beauftragt, das Textbuch Metastasios zu bearbeiten. Zusätzlich zur Kürzung der Rezitative stellte er manche Szenenkomplexe um, tilgte mehrere Arien und ersetzte andere durch eigene Dichtungen.
Anfang Februar war die Partitur fertig und Händel notierte „Fine dell’ Opera | G.F. Handel | London. February. 5. 1728“ am Ende seiner Niederschrift, die Uraufführung fand schon am 17. Februar im King’s Theatre am Haymarket statt.
Besetzung der Uraufführung:

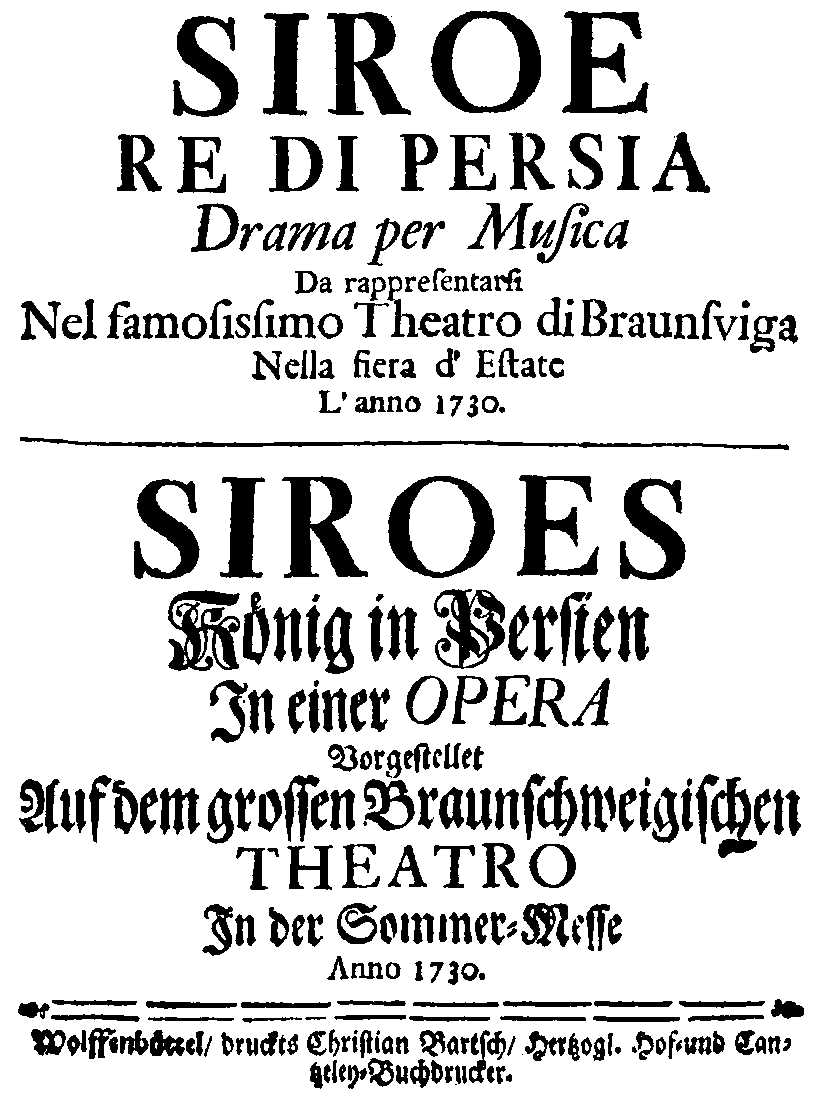
Titelblatt des Librettos, Braunschweig 1730

- Cosroe – Giuseppe Maria Boschi (Bass)
- Siroe – Francesco Bernardi, genannt „Senesino“ (Mezzosoprankastrat)
- Medarse – Antonio Baldi (Altkastrat)
- Emira – Faustina Bordoni (Sopran)
- Laodice – Francesca Cuzzoni (Sopran)
- Arasse – Giovanni Battista Palmerini (Bass)

Siroe kam auf respektable achtzehn Aufführungen, und so konnte Mrs. Pendarves am 19. März etwas erleichtert an ihre Schwester schreiben:

“Operas are something mended within this fortnight; they are much fuller than they have been any time this winter.”

„Die Opern sind in den letzten vierzehn Tagen viel besser besucht, als zu jeder anderen Zeit in diesem Winter.“

Trotz dieses leichten Aufschwunges in der Popularität hat Händel Siroe nie wieder auf die Bühne gebracht. Er begann gleich danach mit der Komposition der dritten neuen Oper für diese Saison, Tolomeo. Mitte 1728 schloss die erste Opernakademie dann endgültig ihre Pforten.
Siroe erschien noch einmal im August 1730 und am 9. Februar 1735 unter der musikalischen Leitung Georg Caspar Schürmanns auf dem Spielplan des Braunschweiger Theaters und verschwand danach für fast 200 Jahre, um an Weihnachten 1925 in Gera in deutscher Sprache (Textfassung und musikalische Leitung: Ralph Meyer) wiederaufgeführt zu werden. Die erste Wiederaufführung in italienischer Sprache und in historischer Aufführungspraxis fand am 1. November 1990 in der New Yorker Merkin Concert Hall mit dem Brewer Original Instrument Orchestra unter der musikalischen Leitung von Rudolph Palmer statt.

## Handlung

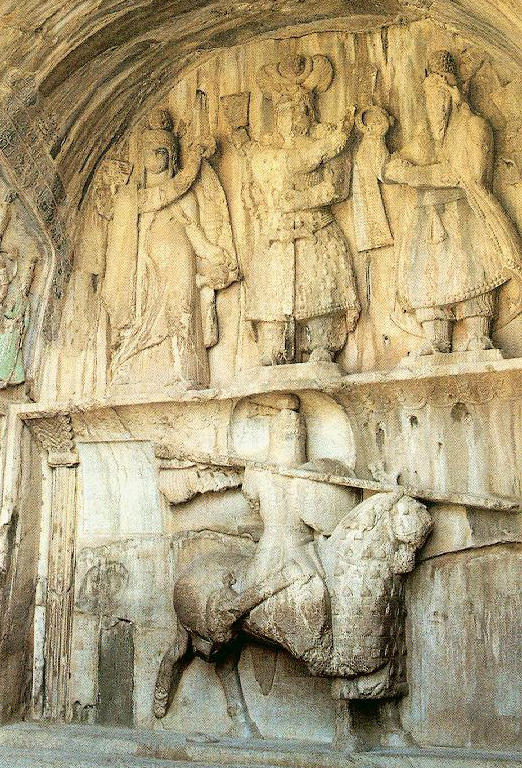
Sassanidenrelief Taq-e-Bostan – eine der ältesten Kataphrakten-Darstellungen. Darüber wird vermutlich der von den Gottheiten Ahura Mazda und Anahita umrahmte Chosrau II. dargestellt.

### Historischer und literarischer Hintergrund
Die Geschichte des persischen Großkönigs Chosrau II. aus dem Geschlecht der Sassaniden, der von 590 bis 628 regierte, der seinen zweitgeborenen Sohn Mardanschah aus seiner Ehe mit Schirin zu seinem Nachfolger machen wollte und deshalb von seinem erstgeborenen Sohn Kavadh II. Shiruya aus einer früheren Ehe abgesetzt wurde, ist nicht nur in arabischen Chroniken überliefert, sondern seit dem um 630 verfassten, anonym überlieferten oströmischen Chronicon Paschale auch in historiografischen Schriften des Westens. Die Liebe zwischen Chosrau und Schirin war auch aus zahlreichen literarischen Werken wie dem um 1200 entstandenen Epos Chosrau und Schirin des persischen Dichters Nezāmi und den Märchen aus Tausendundeiner Nacht bekannt.
Der Thronfolge-Konflikt ereignet sich in der Stadt Seleukia. Das Ganze ist eingebettet in eine Liebesgeschichte, an der die als Mann verkleidete am persischen Hof lebende Emira und die Mätresse des Königs Laodice beteiligt sind.

### Erster Akt
In einem Kampf hat Cosroe, der König von Persien, Asbite, den König von Cambaja, erschlagen und dessen gesamte Familie ausgerottet. Nur Emira, die Tochter Asbites, hat überlebt. Sie sinnt nun auf Rache und lebt deshalb unter dem Namen Idaspe als Mann verkleidet am persischen Hof.
Emiras heimlicher Geliebter ist Cosroes Sohn, der Kronprinz Siroe. Er kennt als einziger Emiras wahre Identität. Emira verlangt von Siroe, ihre Rachepläne gegen seinen Vater zu unterstützen. Als Siroe das jedoch ablehnt, weist Emira seine Liebe zurück. Laodice, die Mätresse des Königs, ist ebenfalls in den Kronprinzen verliebt. Deshalb behauptet Emira gegenüber Laodice, Siroe würde Laodices Liebe erwidern, tatsächlich erhält sie von diesem aber eine Abfuhr. Laodice plant nun, dem König zu erzählen, sein Sohn hätte versucht, sie zu verführen.
Siroe versucht seinen Vater vor dem von Emira geplanten Mordanschlag zu warnen. Damit er Emira nicht bloßstellt, benutzt er einen anonymen Brief. Laodice erzählt dem König, sein Sohn habe sie vergewaltigt. Siroes Bruder Medarse findet den anonymen Brief. Um seinen Bruder als Thronfolger zu verdrängen, gibt er sich beim Vater als der Verfasser des Briefes aus. Jetzt verrät Siroe jedoch, ohne Emira zu verraten, dass er der wirkliche Schreiber des Briefes ist.

### Zweiter Akt
Siroe hat Emiras Hassattacken und Laodices Annäherungsversuche satt. Er zieht sein Schwert, um sich zu töten. Als sein Vater hinzukommt, glaubt dieser jedoch, Siroe wolle Emira töten. Cosroe lässt seinen Sohn gefangen nehmen.
Emiras Attentat auf Cosroe misslingt, denn Medarse kann es verhindern. Emira gelingt es, Medarse mit geschickten Komplimenten von ihrer Unschuld zu überzeugen. Medarse überzeugt sich von der Gunst seines Vaters und glaubt sich am Ziel, den Thron zu übernehmen. Cosroe dagegen stellt Siroe den Thron und die Hochzeit mit Laodice in Aussicht. Dafür muss dieser aber seinem Vater die Verschwörer nennen. Andernfalls will Cosroe ihn töten. Siroe schweigt jedoch.
Laodice bittet nun die als Idaspe verkleidete Emira, den König davon zu überzeugen, dass er Siroe am Leben lässt. Diese Bitte ist jedoch vergebens.

### Dritter Akt

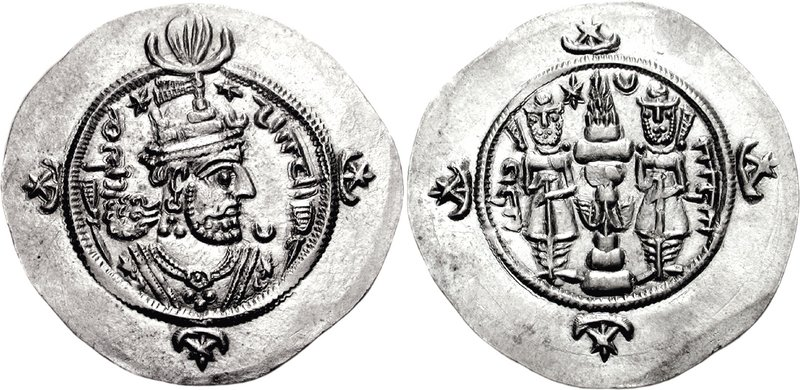
Münze Siroes

Der König befiehlt Siroes Hinrichtung. General Arasse bittet Cosroe nochmals, er möge Siroe verschonen. Arasses Bitten bleiben jedoch erfolglos. Daraufhin beugt er sich scheinbar dem Hinrichtungsbefehl. In Verzweiflung gesteht Laodice ihre Lüge. Emira und Laodice bitten den König um das Leben Siroes. Schließlich lässt sich Cosroe bewegen, Siroe zu begnadigen.
In diesem Augenblick bringt Arasse die Nachricht von Siroes Tod. Emira ist außer sich vor Hass. Sie gibt ihre wahre Identität preis und versichert dem König Siroes Unschuld.
Arasse verrät nun Emira, dass er Siroe nur zum Schein hinrichten ließ. Außerdem erfährt Emira, dass Medarse seinen Bruder töten will. Gerade noch im rechten Moment kann sie das Attentat verhindern.
Siroe verzeiht Medarse. Außerdem verlangt Siroe von Emira, ihren Hass gegen Cosroe aufzugeben. Am Ende ist Cosroe mit der Hochzeit von Siroe mit Emira einverstanden. Er übergibt den Thron seinem Sohn Siroe.

## Musik
Dieses schnell von den Spielplänen verschwundene und in den Schallplatten-Katalogen bislang nie richtig aufgetauchte Werk enthält zahlreiche Qualitäten, komponiert wie gewöhnlich auf ein schablonenhaftes, hinsichtlich der Evozierung von Affekten freilich zweckmäßiges Libretto mit im Prinzip austauschbaren Personen und Örtlichkeiten. Die Qualität dieser Musik, ihre Fülle und der Gedankenreichtum in der Melodie wie in der Begleitung, war freilich einige Jahre nach ihrer Entstehung der Verbreitung derselben am meisten hinderlich. Die „neue Schule“ fand die Musik zu gelehrt, Metastasio selbst wird dieser Ansicht gewesen sein; wie es denn außer Zweifel ist, dass er selbst seinem Empfinden nach in Johann Adolph Hasse einen weit besseren musikalischen Dolmetscher fand als in Händel.
Über den Schlusssatz der Ouvertüre, eine Gigue, eine von Händels gelungensten perpetuum-mobile-Sätzen, schreibt der englische Musikreisende und Chronist Charles Burney

“[…] and the jig was always a favourite as long as movements in that measure were in fashion. Handel himself seems to have been not insensible to its merit, for I heard him play it by memory as a lesson at Mrs. Cibber’s, with wonderful neatness and spirit near twenty years after it was composed.”

„[…] und die Gigue war sehr beliebt, solange Sätze dieser Art im Gebrauche blieben. Händel selbst scheint für ihre Anerkennung nicht unempfindlich gewesen zu sein, denn noch zwanzig Jahre nach deren Komposition hörte ich ihn diese aus dem Gedächtnis bei Mrs. Cibber als Übung spielen, mit wunderbarer Präzision und Lebendigkeit.“

Chi è più fedele ritrova pene (Nr. 8) und  Or mi perdo di speranza (Nr. 9), am Ende des ersten Aktes, sind die unverändert aus dem Genserico-Fragment übernommenen Arien. In Händels Handschrift erscheinen hier, ohne Zusammenhang mit dem Vorausgehenden, plötzlich acht Blätter mit ganz anderen Worten und Personen. Auf diesem eingeschobenen Bruchstück sind die Namen Olibrio, Placidia, Eudossia, Genserico und einige andere notiert. Händels Original hat keine Bogenzählung, die drei ersten Bögen des dritten Aktes ausgenommen; das fremdartige Bruchstück ist aber als Bogen 4 und 5 bezeichnet. Ein Vergleich ergab, dass der Text aus einem  Genserico-Libretto stammt. Daraus schloss man, dass Händel zuerst diese Oper komponieren wollte und wenigstens schon bis zum sechsten Bogen gekommen war, als er sich für Siroe entschied. Der frühere Text beider Arien ist teilweise oder ganz gestrichen und der neue (von Haym) darüber geschrieben. Auch D’ogni amator la fede (Nr. 3) enthält Material aus Genserico, woraus nun einer der feinsten Gesänge für Faustina wurde. Hätten die beiden anderen Arien nicht zufällig so gut in den neuen Zusammenhang gepasst und dadurch eine neue Abschrift unnötig gemacht, so würden wir von seiner Bearbeitung des Genserico wohl nichts erfahren haben. Dass sich die Urfassung der dritten Arie dabei befindet, ist besonders interessant, denn sie ist nicht nur einfach entlehnt, sondern für die Faustina bedeutend umgestaltet und ganz neu durchgebildet worden; sie ist daher nicht nur als Überbleibsel eines unbekannten und unvollendeten Werkes, sondern auch als musikalische Variante lehrreich und bemerkenswert.
Burneys Behauptung, Händel habe Siroe sehr in Eile geschrieben und deshalb die Musik der unvollendet gebliebenen Oper Genserico darin aufgenommen, hält einer genauen Prüfung nicht ganz stand. Wohl finden sich in den Autographen von Siroe und auch Tolomeo Teile dieses Fragments verwertet, doch in relativ geringem Umfang. Der Anteil der Genserico-Musik an der Siroe-Partitur beschränkt sich nur auf die drei erwähnten Arien. Außerdem gehen die beiden Arien Se il mio paterno amore (Nr. 2) und Se il labbro amor (Nr. 4) auf melodische Anregungen aus Genserico zurück. Den weitaus überwiegenden Teil der Siroe-Partitur aber schrieb Händel fortlaufend nieder. Nur bei den Arien Vedeste mai sul prato (Nr. 7) und Ch’io mai vi possa (Nr. 25) entschied er sich, die ursprünglich geplante Fassung durch eine Neukomposition zu ersetzen und die schon recht weit gediehenen Entwürfe dazu zu streichen.

## Struktur der Oper

Die Gigue aus der Ouverture zu Siroe, Druck von John Walsh (1732).

Ouverture. (2 Ob, Fg, Str, BC)

### Erster Akt
| Scena I    | 1. Introduzione e Recitativo accompagnato. Cosroe, Siroe, Medarse (Str, BC) Figli, di vuoi non meno |
|            | 2. Aria. Cosroe (2 Vl, BC) Se il mio paterno amore                                                  |
| Scena II   | Recitativo. Siroe, Medarse E puoi senze arrossirti                                                  |
| Scena III  | Recitativo. Emira, Medarse Perche di tanto sdegno                                                   |
| Scena IV   | Recitativo. Siroe, Emira Bella Emira adorata                                                        |
| Scena V    | Recitativo. Emira, Laodice, Siroe Al fin giungesti a consolar Laodice                               |
|            | 3. Aria. Emira (2 Ob, Str, BC) D’ogni amator la fede e sempre mal sicura                            |
| Scena VI   | Recitativo. Laodice, Siroe Siroe, non parla?                                                        |
|            | 4. Aria. Siroe (2 Ob, Str, BC) Se il labbro amor ti giura                                           |
| Scena VII  | Recitativo. Arasse, Laodice Di te, germana, in traccia                                              |
|            | 5. Aria. Laodice (2 Ob, Str, BC) O placido il mare lusinga la sponda                                |
| Scena VIII | Recitativo. Siroe Dall’insidie d’Emira                                                              |
| Scena IX   | Recitativo. Cosroe, Laodice, Siroe Che da un superbo figlio                                         |
| Scena X    | Recitativo. Medarse, Cosroe, Laodice, Siroe Padre, io ti miro cangiato in volto                     |
| Scena XI   | Recitativo. Emira, Siroe, Cosroe, Laodice, Medarse Chi tradisce il mio Re                           |
|            | 6. Aria. Siroe (2 Vl, BC) La sorte mia tiranna farmi di piu non puo                                 |
| Scena XII  | Recitativo. Cosroe, Emira, Medarse, Laodice Ola, s’osservi il Prence                                |
|            | 7. Aria. Emira (2 Ob, Str, BC) Vedeste mai sul prato cader la pioggia estiva?                       |
| Scena XIII | Recitativo. Laodice, Medarse Gran mistero in que’detti                                              |
|            | 8. Aria. Medarse (2 Ob, Str, BC) Chi è più fedele ritrova pene                                      |
|            | Recitativo. Laodice Non credo che sian finti                                                        |
|            | 9. Aria. Laodice (2 Vl, BC) Or mi perdo di speranza                                                 |

### Zweiter Akt
| Scena I    | 10. Arioso. Siroe (Str, BC) Deh! voi mi dite, o Numi!                   |
|            | Recitativo. Siroe, Laodice Ma qui Laodice!                              |
|            | 11. Aria. Laodice (2 Vl, BC) Mi lagnerò tacendo del mio destino avaro   |
| Scena II   | Recitativo. Siroe, Emira Come quel di Laodice                           |
| Scena III  | Recitativo. Cosroe, Emira, Siroe Che fai, superbo?                      |
|            | 12. Aria. Siroe (Str, BC) Mi credi infedele                             |
| Scena IV   | Recitativo. Emira, Cosroe, Medarse Pensoso, è il Re!                    |
|            | 13. Aria. Emira (2 Vl, BC) Sgombra dell’anima tutto il timor            |
| Scena V    | Recitativo. Medarse, Cosroe Signor, per tua salvezza                    |
|            | 14. Aria. Medarse (2 Ob, Str, BC) Fra l’orror della tempesta            |
| Scena VI   | Recitativo. Siroe, Cosroe, Emira Qui da Cosroe richiesto                |
| Scena VII  | Recitativo. Laodice, Cosroe Eccomi a’cenni tuoi                         |
|            | 15. Aria. Cosroe (2 Ob, 2 Vl, BC) Tu di pietà mi spogli                 |
| Scena VIII | Recitativo. Siroe, Emira, Laodice Che risolver degg’io?                 |
|            | 16. Aria. Siroe (2 Ob, Str, BC) Fra dubbi affetti miei risolvere non so |
| Scena IX   | Recitativo. Emira, Laodice A costei che diro?                           |
|            | 17. Aria. Laodice (2 Vl, BC) L’aura non sempre spira a favore           |
| Scena X    | Recitativo. Emira Si diversi sembianti per odio                         |
|            | 18. Aria. Emira (Str, BC) Non vi piacque ingiusti Dei                   |

### Dritter Akt
| Scena I    | 19. Sinfonia (2 Ob, Str, BC)                                                      |
|            | Recitativo. Cosroe No, no; voglio che mora                                        |
| Scena II   | Recitativo. Laodice, Cosroe Mio Re, che fai?                                      |
|            | 20. Aria. Laodice (2 Vl, BC) Se il caro figlio vede in periglio                   |
| Scena III  | Recitativo. Emira, Cosroe Rendi, o Signor, il Prence                              |
| Scena IV   | Recitativo. Emira, Cosroe Arasse! oh ciel!                                        |
|            | 21. Aria. Cosroe (Str, BC) Gelido, in ogni vena scorrer mi sento il sangue        |
| Scena V    | Recitativo. Emira, Arasse Che vuoi, d'un empio Re                                 |
| Scena VI   | Recitativo. Medarse, Emira Tutto è in tumulto, Idaspe                             |
|            | 22. Aria. Medarse (2 Vl, BC) Benché tinta del sangue fraterno                     |
| Scena VII  | 23. Recitativo accompagnato. Siroe Son stanco, ingiusti Numi                      |
|            | 24. Aria. Siroe (Str, BC) Deggio morire, o stelle, ne all' innocenza mia          |
|            | Recitativo. Emira, Siroe Arasse non menti                                         |
| Scena VIII | Recitativo. Medarse, Emira, Siroe Non temete, o miei fidi                         |
| Scena IX   | Recitativo. Arasse, Medarse Vieni Siroe. Ah! difendi, Arasse                      |
| Scena X    | Recitativo. Medarse, Emira, Siroe Numi! Ogn’un m’abbandona                        |
|            | 25. Aria. Emira (2 Vl, BC) Ch’io mai vi possa lasciar d’amare                     |
| Scena XI   | Recitativo. Medarse, Siroe Siroe, già so qual sorte sovrasti                      |
|            | 26. Aria. Siroe (2 Vl, BC) Se l’amor tuo mi rendi                                 |
| Scena XII  | Recitativo. Medarse, Laodice Ah con mio dano imparo                               |
|            | 27. Aria. Laodice (Str, BC) Torrente cresciuto per torbida piena                  |
| Scena XIII | 28. Sinfonia. (Str, BC)                                                           |
|            | Recitativo. Cosroe, Emira, Siroe, Arasse, Medarse, Laodice Vinto ancor non son io |
| Scena XIV  | Recitativo. Medarse, Laodice, Cosroe, Siroe, Emira Padre. Signor. Del mio fallir  |
|            | 29. Aria. Emira (2 Vl, BC) La mia speranza diceva al core                         |
|            | Recitativo. Cosroe Ecco, Persia, il tuo Re                                        |
|            | 30. Coro. (2 Ob, Str, BC) Dolcissimo amore ogn’alma, ogni core                    |

## Erfolg & Kritik
“It might be supposed that the conjunction of the age’s greatest opera composer with its most successful librettist, a master of language and a fine poet to boot, would have outstandingly fruitful results. But while all three of their joint operas contain magnificent music, none ranks with Handel’s masterpieces of 1724–25 and 1734–35 (though Poro comes near it). The divergence of temperament was too wide. Metastastio, as befits a cleric, wrote with an edifying purpose. As Caesarian poet at the court of the Holy Roman Emperor for half a century, he was to dictate rules of conduct and lay down standards for public and private life and maintenance of the status quo. Already in his early librettos moral issues are liable to take precedence over human values. He moves his characters like pieces on a chessboard, […] so that they run the risk of declining into abstractions. In all this his approach was the antithesis of Handel’s. It is no matter for surprise that after setting three of his librettos Handel abandoned him, just as his reputation was reaching its peak of popularity, for the wilder slopes of Ariosto’s world of magic and romance.”

„Man könnte annehmen, dass das Herstellen einer Verbindung des größten Opernkomponisten des Zeitalters mit seinem erfolgreichsten Librettisten, einem Meister der Sprache und einem feinen Dichter, außerordentlich fruchtbare Ergebnisse haben würde. Aber während alle drei ihrer gemeinsamen Opern [Siroe, Poro und Ezio] großartige Musik enthalten, ist doch keine Händels Meisterwerken der Jahre 1724–25 und 1734–35 (obwohl Poro dem nahekommt) vergleichbar. Die Divergenz der Temperamente beider Meister war zu groß. Metastastio schrieb, wie es sich für einen Kleriker gehört, für einen erbaulichen Zweck. Als ‚poeta Cesareo‘ am Hof des römisch-deutschen Kaisers Karl VI. für ein halbes Jahrhundert, war es seine Aufgabe, Verhaltensregeln zu beschreiben und Standards für das öffentliche und private Leben, sowie der Aufrechterhaltung des [gesellschaftlichen] Status quo zu formulieren. Bereits in seinen frühen Libretti haben moralische Fragen Vorrang vor menschlichen Werten. Er bewegt seine Figuren wie auf einem Schachbrett, […] so dass sie Gefahr laufen, abstrakt zu werden. In all diesem war sein Ansatz die Antithese zu Händel. Es ist nicht verwunderlich, dass sich Händel nach der Produktion von drei seiner Libretti von ihm abwandte, gerade als sein Ruf den Höhepunkt der Popularität erreichte, um sich den wilderen Pisten von Ariostos Welt der Magie und Romantik zuzuwenden.“

## Orchester
Zwei Oboen, Streicher, Basso continuo (Violoncello, Laute, Cembalo).

## Diskografie
- Newport Classic NCD 60125-3 (1989): John Ostendorf (Cosroe), D’Anna Fortunato (Siroe), Steven Rickards (Medarse),  Julianne Baird (Emira), Andrea Matthews (Laodice), Frederick Urrey (Arasse)

Brewer Baroque Chamber Orchestra; Dir. Rudolph Palmer (161 min)
- Harmonia mundi HMF 901826.27 (2003): Sebastian Noack (Cosroe), Ann Hallenberg (Siroe), Gunther Schmid (Medarse),  Johanna Stojkovic (Emira), Sunhae Im (Laodice), Timm de Jong (Arasse)

Capella Coloniensis; Dir. Andreas Spering (151 min, Rezitative gekürzt)
- Accent ACC 26401 (2014): Lisandro Abadie (Cosroe), Yosemeh Adjei (Siroe), Antonio Giovannini (Medarse), Anna Dennis (Emira), Aleksandra Zamojska (Laodice), Ross Ramgobin (Arasse)

FestspielOrchester Göttingen, Dir. Laurence Cummings (184 min), Livemitschnitt Internationale Händel-Festspiele Göttingen 20. Mai 2013